# Le gelosie
Le gelosie és una òpera en tres actes composta per Niccolò Piccinni sobre un llibret italià de Giovanni Battista Lorenzi. S'estrenà al Teatro dei Fiorentini de Nàpols el primavera de 1755.